# ويليم بروير
ويليم بروير (بالهولندية: Willem Brouwer)‏ (30 مارس 1963 - ) هو لاعب كرة قدم هولندي يلعب كمهاجم.